# Rostocki Egyetem
A Rostocki Egyetem (németül: Universität Rostock) egy felsőfokú oktatási intézmény Németország Mecklenburg-Elő-pomeránia tartományában, a legrégibb európai egyetemek egyike.

## Története
IV. János, V. Albert mecklenburgi hercegek és a rostocki tanács 1419-ben Rostockban alapította meg Észak-Európa legrégebbi egyetemét, mely az első tudományos központ volt a balti-tengeri térségben.
V. Márton pápa 1419. február 13-án adta ki a pápai bullát, amellyel jóváhagyta az intézmény alapítását. Az Universitas Rostochiensis ünnepélyes megnyitójára 1419. november 12-én került sor, az első rektor Petrus Stenbeke volt. 1432-ben IV. Jenő pápa jóváhagyta a teológiai kar létrehozását, ezután alakulhatott csak ki a négy klasszikus kar, mely világi tudományokkal foglalkozott.
A 15. században a Rostocki Egyetem volt az egyik legnagyobb egyetem Németországban, 400–500 hallgatóval, melynek nagyrésze Hollandiából, Skandináviából és a balti államokból származott.

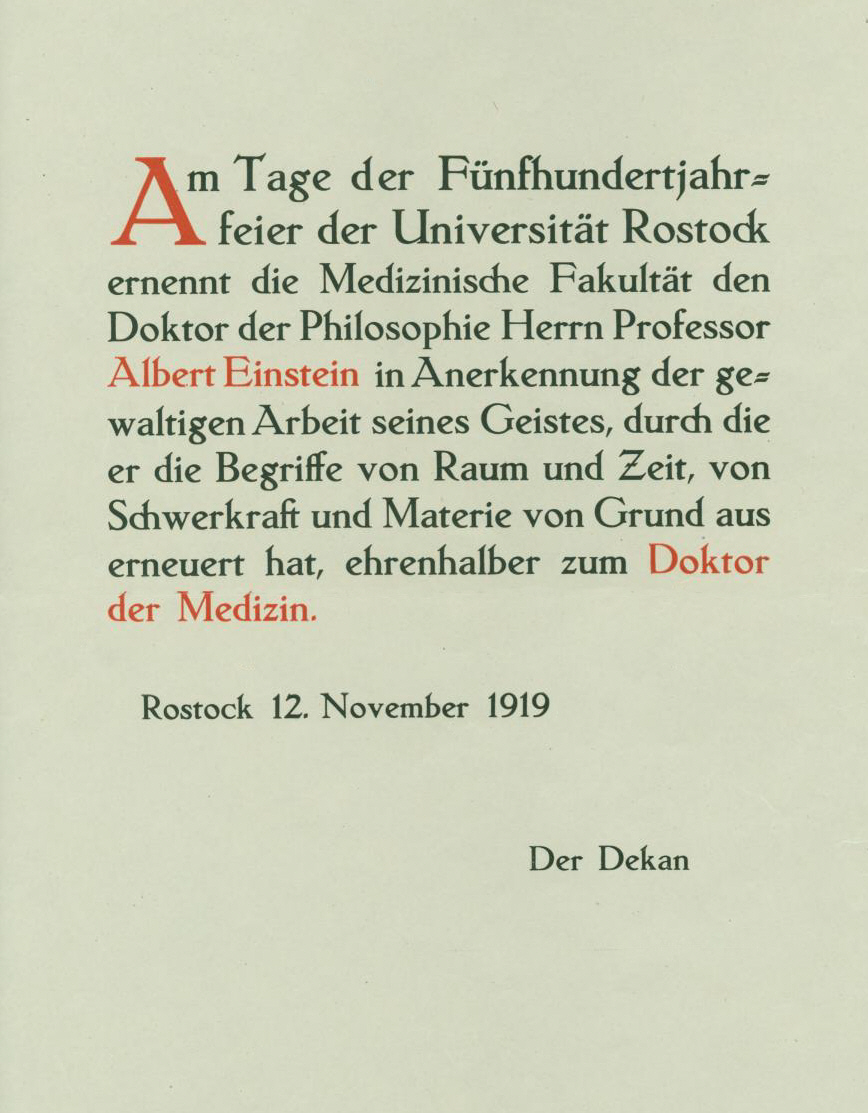

A politikai zűrzavarok következtében az egyetemnek 1437-ben egyházi nyomás és a Bázeli zsinat által előírt tilalom miatt ideiglenesen Greifswaldba kellett költöznie. Ez 1443-ig tartott, bár a tilalmat már 1440-ben feloldották. 1487-től 1488-ig (más állítások szerint 1492-ig) az egyetem székhelye egy újabb költözés miatt Lübeckben volt. 1760-ban az egyetem szétvált egy városi részre Rostockban és egy hercegi részre Bützowban. A két részt 1789 áprilisában egyesítették újra.
Az egyetem fenntartása 1827-ben átkerült a Mecklenburg-Schwerini Nagyhercegséghez, a 19. század végén a többi német egyetemhez való kapcsolódás miatt nagyvonalú bővítés történt, többek között új klinikákkal és belső reformokkal. Az egyetem azonban számszerűen kicsi főiskola maradt, 1900-ban is mindössze 1700 hallgatóval.
1919-ben eltörölték a "feleségek paragrafusa" nevű szabályt. Ettől kezdve a házas nők is jogosultak voltak beiratkozni az egyetemre.
A Rostocki Egyetem 1919. november 12-i ötszázadik évfordulója alkalmából tiszteletbeli doktori címet adományozott Max Planck és Albert Einstein fizikusok számára. Ez volt Einstein egyetlen német tiszteletbeli doktori címe, amit a nemzetiszocializmus idején nem vontak vissza. A második világháború után az egyetemet 1946. február 24-én nyitották újra. 1963-ban az első klasszikus egyetem lett Németországban, amely műszaki kart adott a profiljához.
1976 és 1990 között az intézmény a Wilhelm-Pieck-Universität nevet viselte.

## Felépítése

### Karok
- Agrár- és Környezettudományi Kar (Agrar- und Umweltwissenschaftliche Fakultät)
- Számítástechnikai és Villamosmérnöki Kar (Fakultät für Informatik und Elektrotechnik)
- Gépészmérnöki és Hajógyártó Kar (Fakultät für Maschinenbau und Schiffstechnik)
- Jogi Kar (Juristische Fakultät)
- Matematikai és Természettudományi Kar (Mathematisch-Naturwissenschaftliche Fakultät)
- Egyetemi klinikák (Universitätsmedizin)
- Filozófiai Kar (Philosophische Fakultät)
- Teológiai Kar (Theologische Fakultät)
- Gazdaság- és Társadalomtudományi Kar (Wirtschafts- und Sozialwissenschaftliche Fakultät)
- Interdiszciplináris kar (Interdisziplinäre Fakultät)

### Központi szervezeti egységek
- Egyetemi könyvtár (Universitätsbibliothek)
- IT- és média központ (IT- und Medienzentrum)
- Idegennyelvi központ (Sprachenzentrum)

### Központi egységek
- Tanulmányok és továbbképzés minőségbiztosítási központja (Zentrum für Qualitätssicherung in Studium und Weiterbildung / ZQS)
- Tanárképzési és oktatási kutatási központ (Zentrum für Lehrerbildung und Bildungsforschung / ZLB)

### Egyéb intézetek
- Leibniz-Institut für Katalyse (jogilag független)
- Leibniz-Institut für Ostseeforschung Warnemündeban (jogilag független)
- Leibniz-Institut für Atmosphärenphysik Kühlungsbornban (jogilag független)
- Forschungsinstitut für die Biologie landwirtschaftlicher Nutztiere Dummerstorfban
- Max-Planck-Institut für demografische Forschung
- Fraunhofer-Institut für Graphische Datenverarbeitung (IGD)
- Deutsches Zentrum für Neurodegenerative Erkrankungen (DZNE)

## Híres személyek

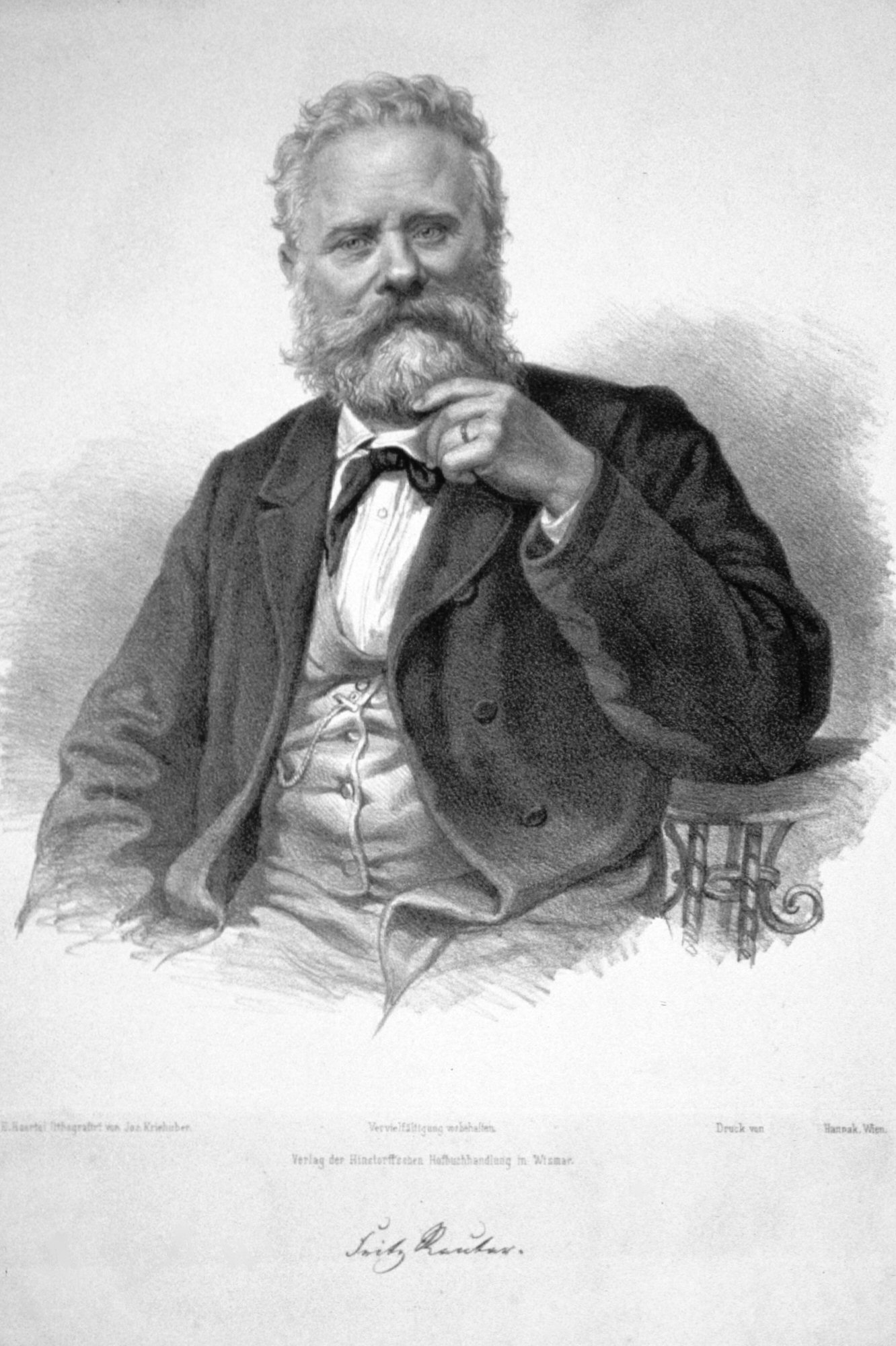
Fritz Reuter, író

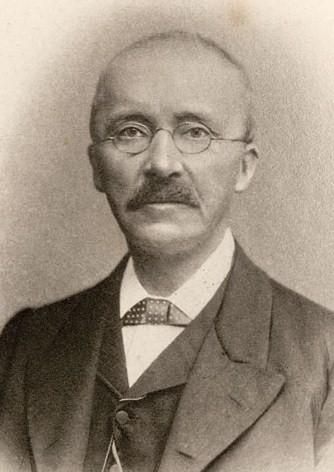
Heinrich Schliemann, régész

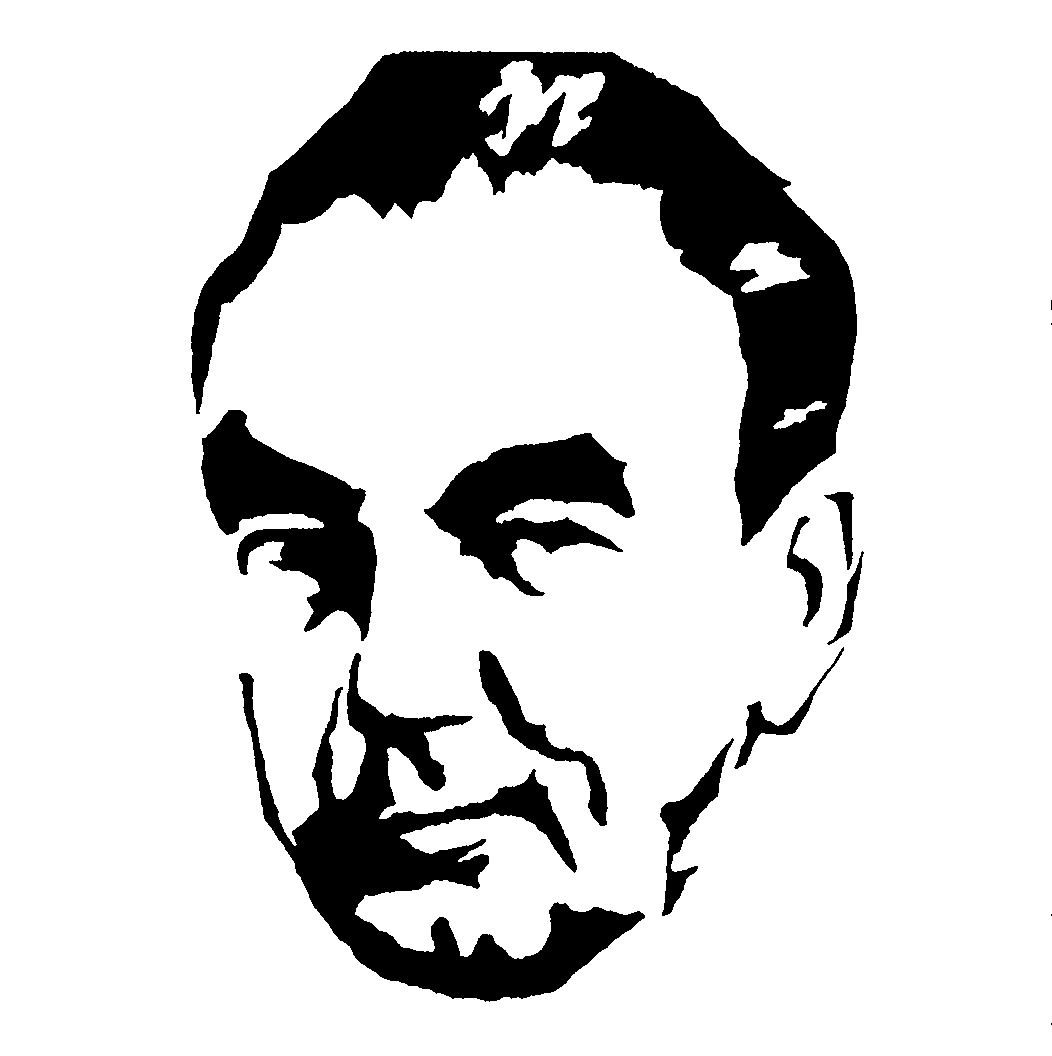
Erich Kästner, író

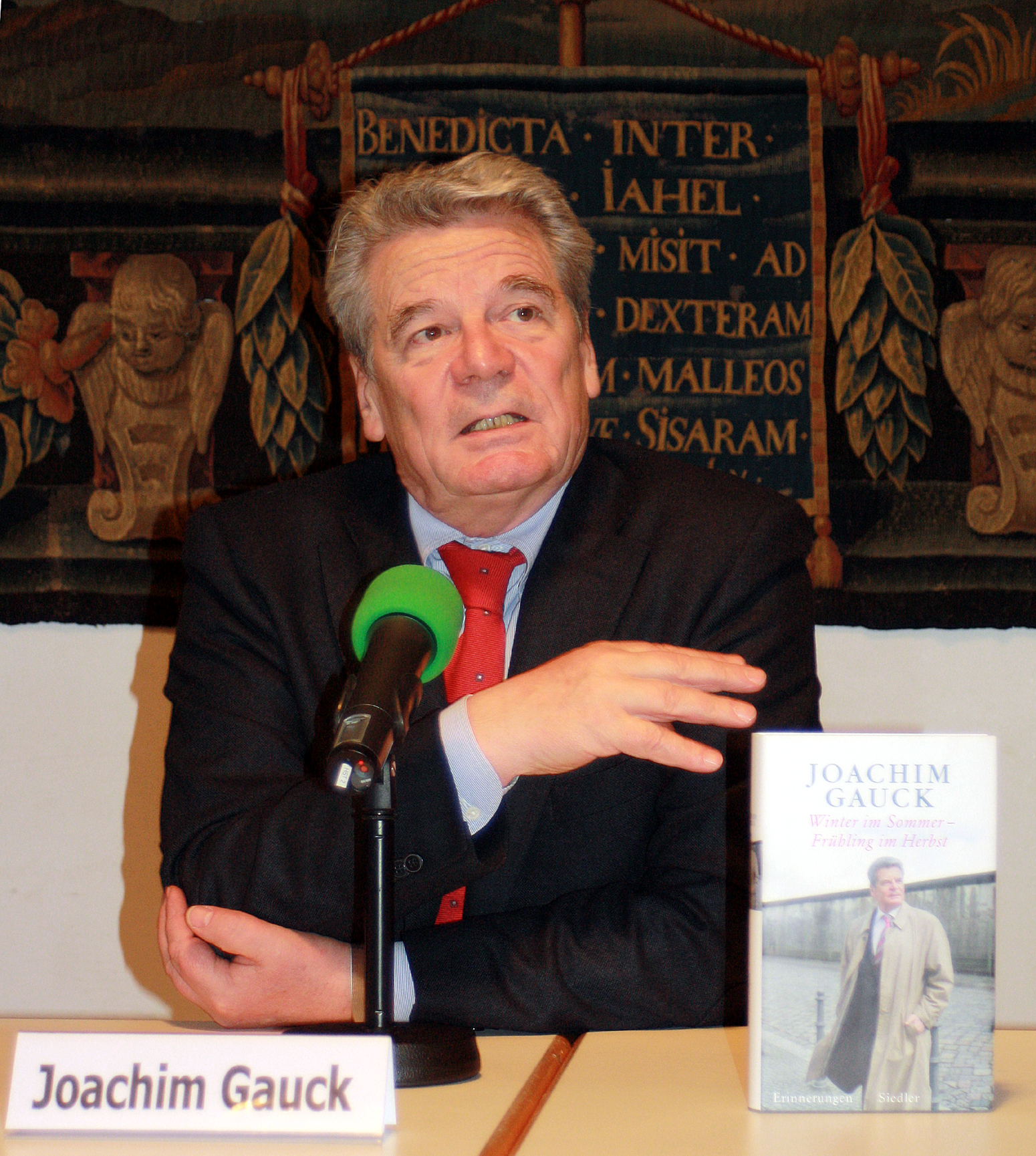
Joachim Gauck, Szövetségi elnök

- Ulrich von Hutten (1488–1523) 1509-ben Rostockban írta meg a Zwei Bücher Klagelieder gegen Vater és Sohn Lötz című művét,
- Tycho Brahe (1546–1601) csillagász, két évig az egyetem hallgatója,
- Axel Oxenstierna (1583–1654) 1599-ben az egyetem hallgatója,
- Heinrich Rahn (1601–1662) 1637 és 1657 hét alkalommal az egyetem rektora,
- Oluf Gerhard Tychsen (1734–1815) orientalista,
- Leopold von Plessen (1769–1837) politikus, 1819-ben díszdoktor lett,
- Johann Heinrich von Thünen (1783–1850) közgazdász és társadalmi reformer, 1819-ben díszdoktor lett,[2]
- Fritz Reuter (1810–1874) író, 1863-ban díszdoktor lett, 1831-ben itt kezdett tanulni,
- Karl Hegel (1813–1901) 1841–1856 között az egyetemen tanított, a modern történelem alapítója a Rostocki Egyetemen,
- Heinrich Schliemann (1822–1890) régész, 1869-ben a Rostocki Egyetemen doktorált; a Filozófiai Kar Heinrich Schliemann Ókortudományi Intézetének ("Heinrich-Schliemann-Instituts für Altertumswissenschaften") patrónusa,
- Albrecht Kossel (1853–1927) Nobel-díjas orvos,
- Rudolf Steiner (1861–1925) osztrák származású filozófus, író,
- Hans Spemann (1869–1941) Nobel-díjas biológus, 1908–1914 között az egyetem tanára,
- Karl von Frisch (1886–1982) Nobel-díjas zoológus, 1921–1923 között az egyetem tanára,
- Otto Stern (1888–1969) Nobel-díjas fizikus, 1921–1923 között az egyetem tanára,
- Erich Kästner (1899–1974) író,1921-ben az egyetem hallgatója,
- Walter Hallstein (1901–1982) politikus, 1930–1941 között az egyetem tanára,
- Pascual Jordan (1902–1980) fizikus, 1929–1944 között az egyetem tanára,
- Eugen Gerstenmaier (1906–1986) politikus,
- Peter von Siemens (1911–1986) német iparmágnás, közgazdaságtant hallgatott az intézményben,
- Walter Kempowski (1929–2007) író,
- Hans Apel (1932–2011) politikus,
- Uwe Johnson (1934–1984) író, 1952–1954 között germanisztikát hallgatott az intézményben,
- Joachim Gauck (* 1940) Szövetségi elnök 1965-ig teológiát hallgatott az egyetemen, később a teológiatudományok díszdoktorává avatták,
- Bernhard Lampe (1947–2017).

## Galéria

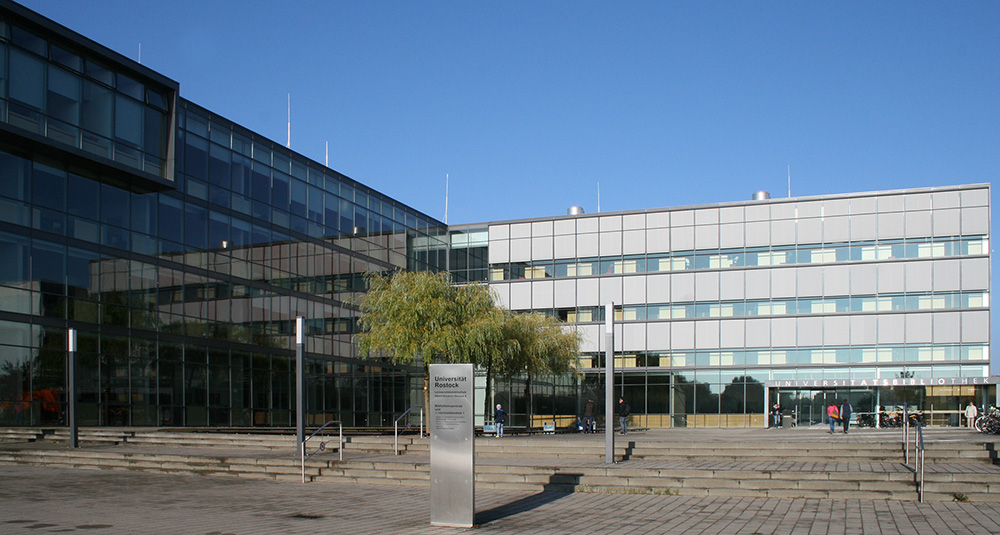
A  könyvtár a Südstadtban
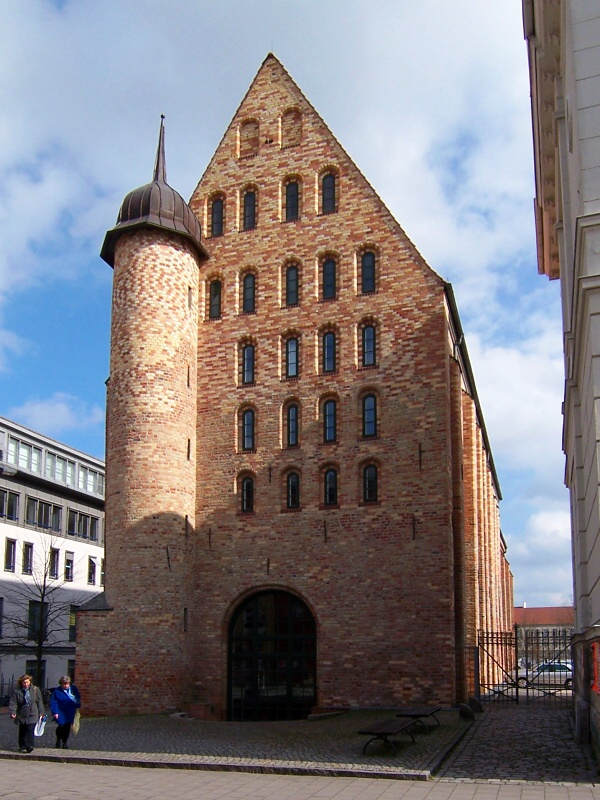
A  könyvtár a belvárosban
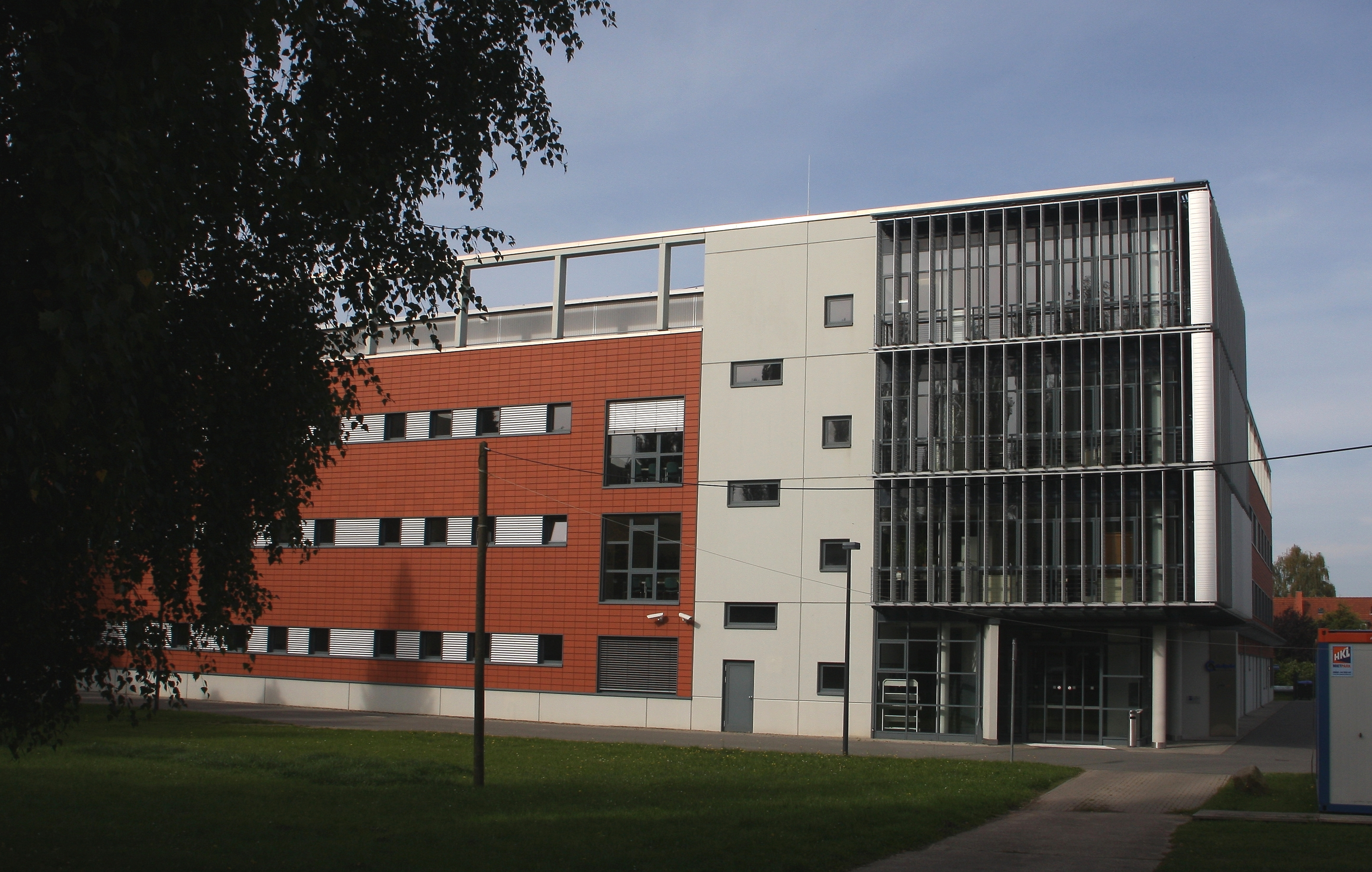
LIKiAT
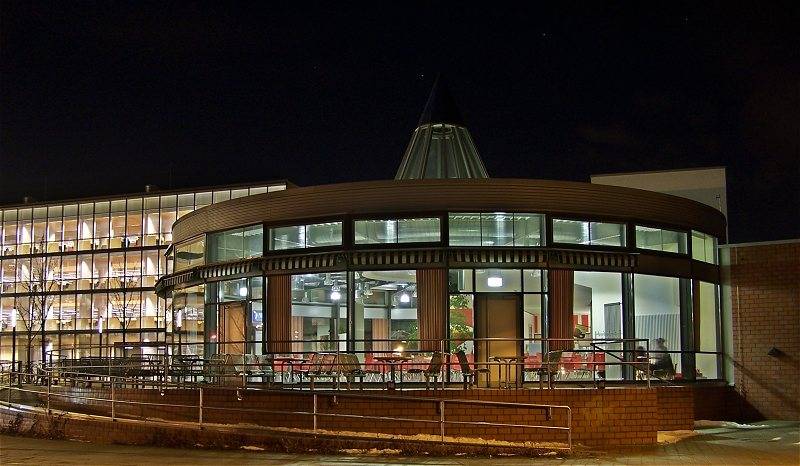
A menza a Südstadtban
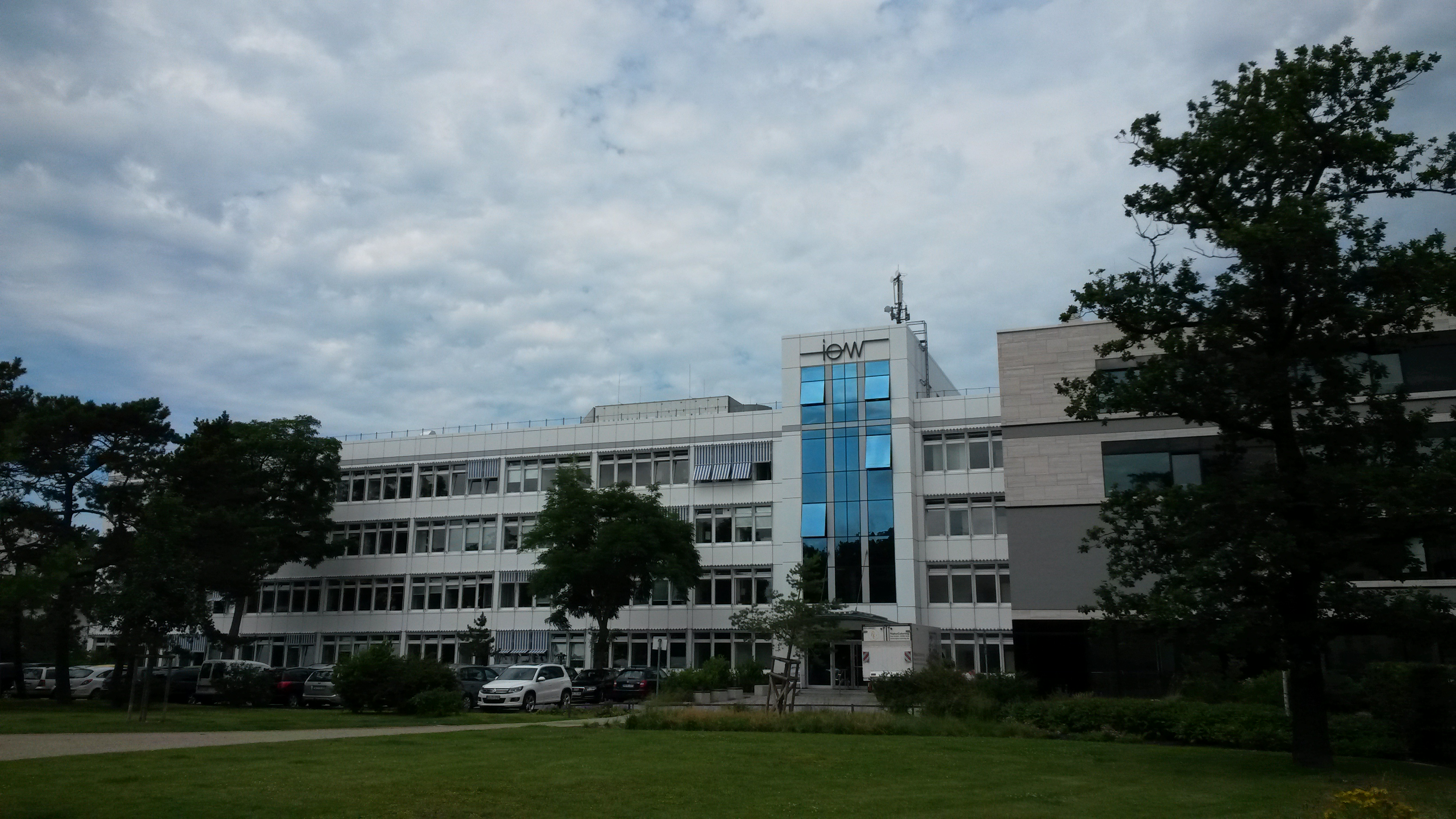
IOW
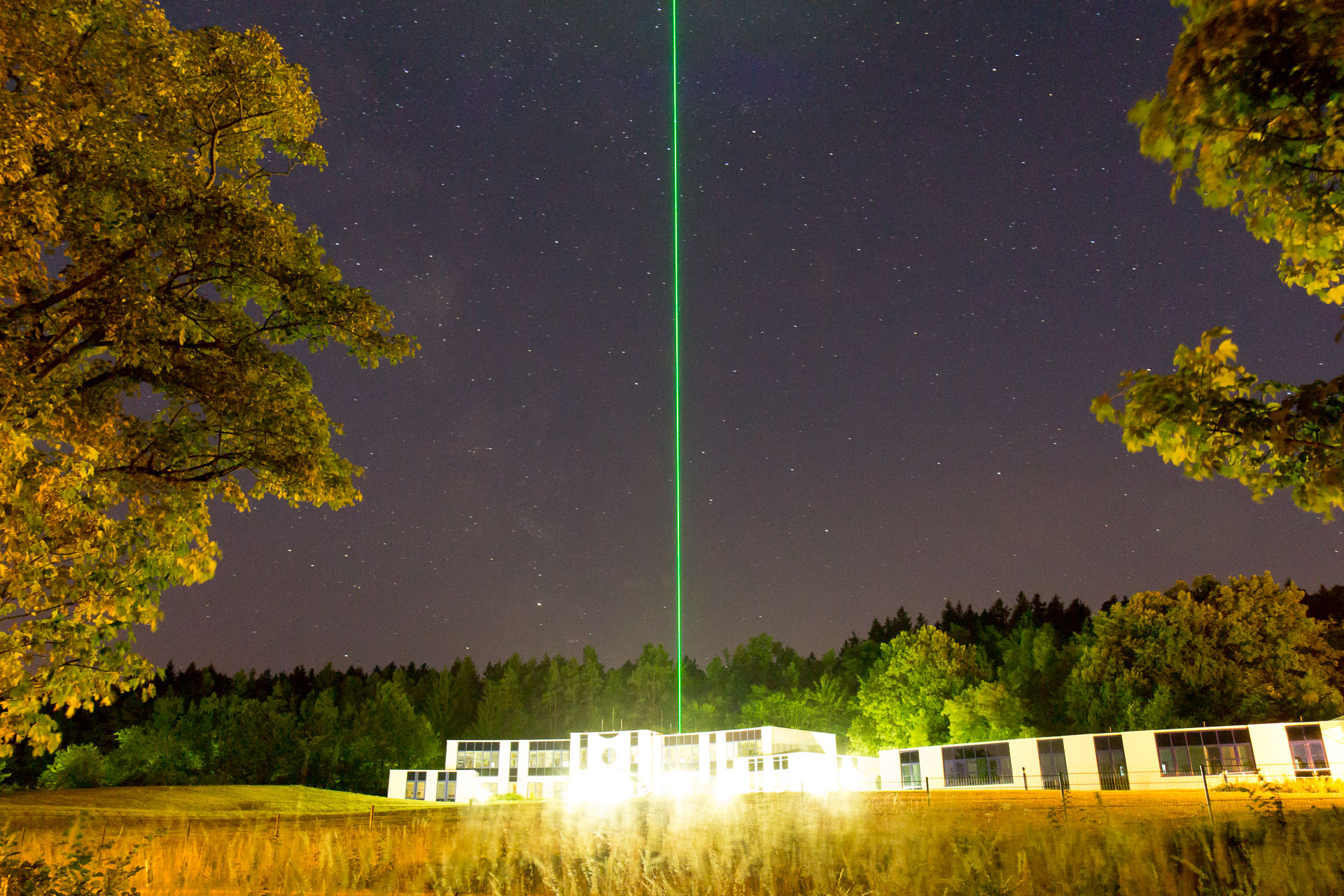
IAP
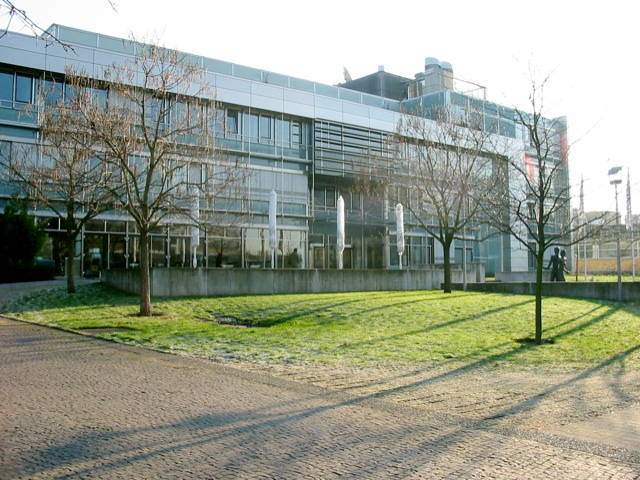
Fraunhofer IGD
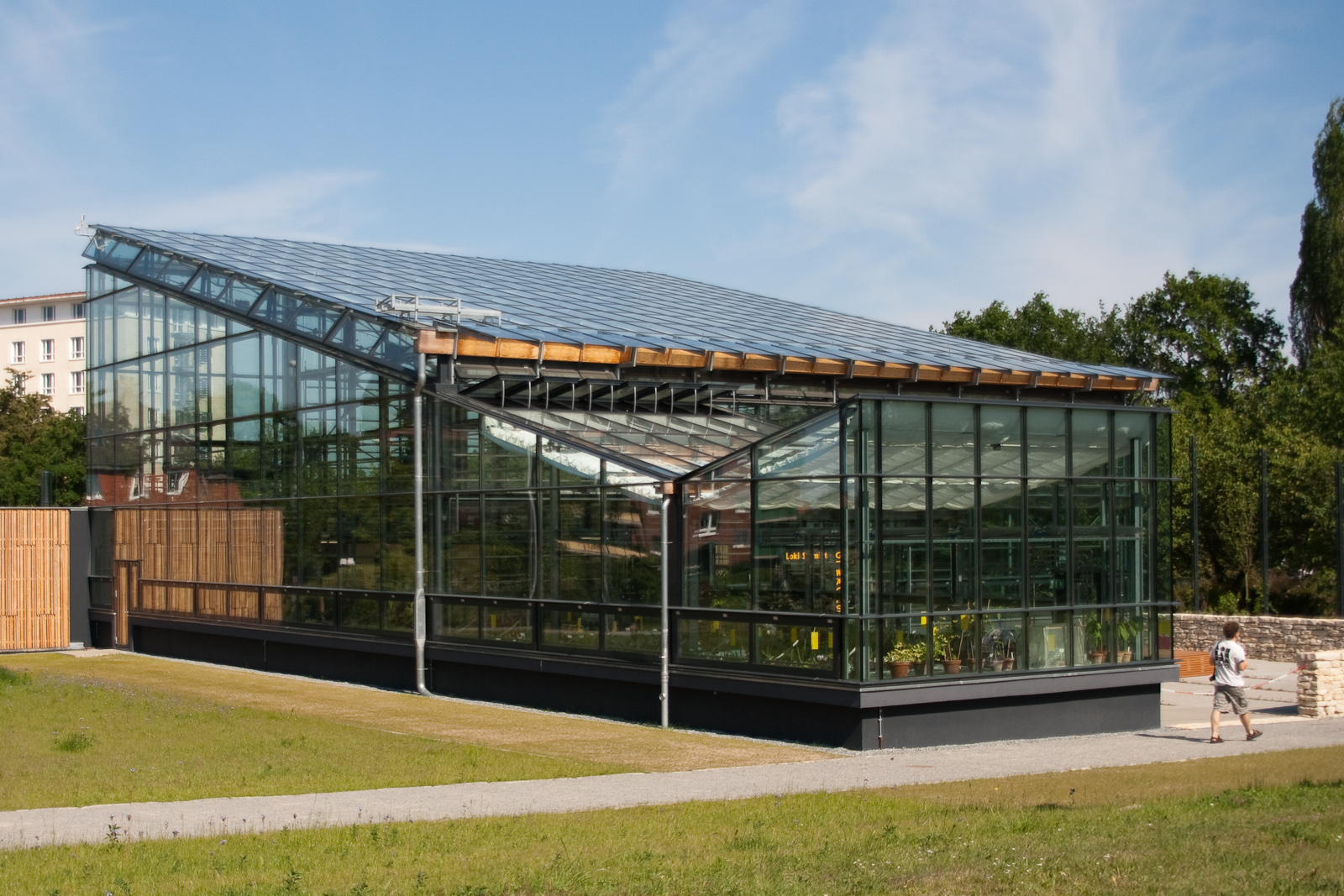
Loki Schmidt üvegház a botanikus kertben

## Fordítás
- Ez a szócikk részben vagy egészben  az   Universität Rostock című német Wikipédia-szócikk fordításán alapul.  Az eredeti cikk szerkesztőit annak laptörténete sorolja fel. Ez a jelzés csupán a megfogalmazás eredetét és a szerzői jogokat jelzi, nem szolgál a cikkben szereplő információk forrásmegjelöléseként.